# Казанова, Франческо
Франче́ско Казано́ва (фр. Francesco Giuseppe Casanova; 1727, Лондон — 1802, Мёдлинг) — итальянский живописец, рисовальщик и гравёр академического направления, родной брат знаменитого авантюриста и писателя Джакомо Казановы и художника Джованни Баттиста Казановы. Придворный живописец французского короля Людовика XV, член Королевской академии живописи и скульптуры в Париже. Писал пейзажи с животными, портреты и батальные сцены.

## Биография
Франческо Казанова родился в Лондоне, где в это время выступали его родители — танцовщик Гаэтано Казанова (1697—1733) и актриса Дзанетта Фарусси (1707—1776). Помимо Джакомо, имел ещё одного брата — Джованни Баттиста, в дальнейшем художника и педагога, профессора Дрезденской академии изобразительных искусств.
В начале своей художественной карьеры изучал произведения Жака Куртуа и Филипса Воувермана. Обучался в мастерских Франческо Гварди и его брата Джанантонио, а также у театрального художника Антонио Джоли.
Позднее он решил сменить жанр и поступил в мастерскую художника-баталиста Франческо Симонини. После завершения ученичества в 1758 году он переехал в Париж, чтобы работать в мастерской знаменитого Шарля Парроселя.
Успех не пришёл мгновенно, поскольку первая выставка закончилась плачевно. В августе 1761 года Франческо Казанова был назначен внештатным членом Королевской академии живописи и скульптуры, а в мае 1763 года стал полноправным членом академии благодаря представленной картине «Битва всадников». Получив положительные отзывы, в том числе от Дени Дидро, Казанова стал получать заказы от европейских монархов и придворных. Однако тот же Дидро, оценивая картину Казановы «Битва всадников», представленную в Парижском салоне 1763 года, критиковал художника за недостаток энергии и теплоты: «Ах, г-н Казанова, куда девался ваш талант? Ваша кисть уже не так сильна, как раньше, краски не так ярки, рисунок пестрит неправильностями. Как много вы потеряли с тех пор, когда молодой Лутербур ушёл от вас!.. Произведения, выставленные Казановой в этом году, гораздо хуже, чем в предыдущем салоне. В них не хватает прикосновения Лутербура, то есть не чувствуется того кропотливого, утомительного и талантливого мастерства, когда одни мазки накладываются на другие, просвечивающие сквозь них…».
Многие художники, в том числе иностранцы, помимо Ф.-Ж. Лутербурa, учились и работали в мастерской Казановы, среди них были французский художник-баталист Жан-Батист Ле Пан и живописец Никола-Антуан Тоне.
26 июня 1762 года Франческо Казанова женился на танцовщице, с 1759 года выступавшей в «Комеди Итальен», Мари-Жанне Жоливе (1734—1773), прозванной мадемуазель д’Аланкур, и благодаря дружбе жены значительно расширил свою клиентуру.
Его слава росла, и в 1771 году Казанова выставил в салоне две картины, посвящённые Тридцатилетней войне: «Сражение при Фрайбуре» и «Битва при Лансе»; Дидро дал пространное описание сюжетов этих картин на три страницы, добавив хвалебную оценку ещё двух пейзажей, представленных художником, отметив, между прочим, некоторую подражательность голландским живописцам: «… оба этих монументальных произведения, невзирая на придирки критики, послужат к вящей славе г-на Казановы».
После смерти жены в 1775 году Франческо Казанова женился снова на Жанне Катрин Делашо (1748—1818). Второй брак оказался столь же неудачным, как и первый, и в 1783 году Франческо с помощью брата Джакомо покинул супружеский дом. Найдя убежище в Вене, благодаря дружбе с принцем де Линем, он познакомился с премьер-министром Кауницем и достиг вершины своего успеха. Похоже, Де Линь ценил не только его мастерство художника, но и его блестящую речь и экстравертный характер, очень похожий на характер его брата Джакомо, одним из самых преданных друзей которого принц был и оставался.
Казанова приобрёл полезные связи и богатых заказчиков. Многие из его картин были приобретены российской императрицей Екатериной II, среди прочего он должен был изобразить победы русских над турками. Картины «Взятие Очакова» и «Взятие Измаила» были приобретены для императорского Эрмитажа в Санкт-Петербурге в 1768 году. Всего в Эрмитаже хранится семь картин художника.
В 1770 году Казанова выставил цикл из четырёх картин: «Сцены бедствий», которые были приобретены финансистом и композитором Жаном Делабордом в подарок королю Людовику XV.
Франческо Казанова также добился успеха в качестве автора картонов для шпалер, чаще с изображениями сельских пейзажей. Эта деятельность, хотя и была побочной по отношению к основным заказам на батальную и портретную живопись, приносила ему дополнительный доход. С 1770 по 1787 год он выполнил более семидесяти картонов для шпалерной мануфактуры Бове.
Произведения художника хранятся в галереях Парижа, Вены, Лондона. По информации столетней давности, в коллекции Лихтенштейнов в Вене, находился конный портрет императора Петра Великого работы Казановы.
Франческо Казанова жил на широкую ногу, сделал много долгов и умер в бедности в своём доме в Фордербрюле около Мёдлинга на юге Австрии.

## Сцены бедствий. Серия из четырёх картин. 1770. Музей изящных искусств, Рен
- Ночное нападение разбойников
- Путешественники, застигнутые ураганом
- Крестьяне, застигнутые врасплох бурей
- Обрушение моста

## Другие произведения
- Всадник с усами и в тюрбане. Офорт
- Марс коронует изображение графа Монтекукколи, а солдат-ангел наблюдает за ним, держа портрет графа Ланселота Тюрпена де Криссе. 1769. Офорт Ф. Андуара по рисунку Казановы
- Кавалерийская схватка с павшим барабанщиком слева. 1763. Картон, сепия, перо, кисть, белила. Метрополитен музей, Нью-Йорк
- Конная схватка. Ок. 1774. Офорт
- Фронтиспис к изданию сочинений Вергилия. 1770. Офорт
- Пасторальная сцена. 1781. Офорт
- Бык и овца на пастбище. 1818. Дерево, масло. Дворец в Лазенках, Варшава
- Паром. 1760-е. Холст, масло. Даличская картинная галерея , Лондон
- Пейзаж с всадником, за которым следует стадо. Холст, масло. Дворец изящных искусств, Лилль
- Пейзаж с быком. Холст, масло. Национальный музей искусств Беларуси, Минск
- Стадо лошадей. Холст, масло. Национальный музей, Варшава
- Скот на пастбище. После 1762. Холст, масло. Дворец в Лазенках, Варшава
- Галопирующий кирасир. Ок. 1776. Холст, масло. Лувр, Париж
- Батальная сцена. Всадник поражает знаменосца мечом. 1755. Холст, масло. Пинакотека Кверини Стампалия, Венеция
- Кавалерийское сражение между христианами и турками. Холст, масло. Частное собрание